# Coulgens

Coulgens este o comună în departamentul Charente, Franța. În 1 ianuarie 2022 avea o populație de 557 de locuitori.